# عسل‌یاب کهتر
عسل‌یاب کهتر (نام علمی: Indicator exilis) گونهٔ کوچکی از پرندگان تیرهٔ عسل‌یابان (Indicatoridae) است که در جنوب صحرای آفریقا یافت می‌شود.